# Доми, Тай
Тахир (Тай) Доми (англ. Tahir "Tie" Domi; 1 ноября 1969, Уинсор, Онтарио, Канада) — канадский хоккеист, выступавший на позиции нападающего. Провёл в НХЛ 16 лет за «Торонто Мейпл Лифс», «Нью-Йорк Рейнджерс» и «Виннипег Джетс». Был более известен как тафгай. Является лидером «Торонто» по количеству штрафных минут в истории франшизы и третьим в общем зачёте НХЛ, а также игроком с наибольшим количеством боёв в истории лиги — 333.

## Игровая карьера

### Юниорская
Доми родился в Уинсоре (провинция Онтарио) в семье албанцев и вырос в близлежащем Бель-Ривере (ныне часть Лейкшора). В детстве он играл за местную команду «Бель-Ривер Ринк Рэтс» в Минорной хоккейной ассоциации Онтарио (OMHA). В 15 лет Доми начал выступать за «Бель-Ривер Канадиенс» в Юниорской хоккейной лиге Великих озёр (GLJHL), а в следующем году поднялся на более высокий уровень и начал играть за «Уинсор Роялз» в Западной юниорской хоккейной лиге (WOHL).
На драфте Хоккейной лиги Онтарио (ОХЛ) 1986 года он был выбран в 7-м раунде под общим 102-м номером командой «Питерборо Питс». Сезон 1986/87 Доми провёл по совместительству за «Питс» и «Питерборо Роадраннерс» в Юниорской хоккейной лиге Метро (MetJHL). В своём первом полном сезоне за «Питс» (1987/88) он установил личные рекорды результативности в ОХЛ — 22 гола и 43 очка в 60 играх, а также набрал 292 штрафные минуты, заработав репутацию тафгая.
На драфте 1988 года был выбран во 2-м раунде под общим 27-м номером командой «Торонто Мейпл Лифс». После драфта Доми вернулся в «Питс» ещё на один сезон, в котором забил 14 голов и набрал 30 очков в 43 играх.

### Ранняя профессиональная карьера
Сезон 1989/90 Доми провёл в фарм-клубе «Торонто», «Ньюмаркет Сейнтс», в Американской хоккейной лиги (АХЛ), забив 14 голов, набрав 25 очков и 285 штрафных минут в 57 играх. В том же сезоне он дебютировал в Национальной хоккейной лиге (НХЛ), сыграв в двух играх за «Торонто», в которых набрал 42 штрафные минуты. В межсезонье его обменяли в «Нью-Йорк Рейнджерс». Следующий сезон он провёл за «Нью-Йорк» в НХЛ и за его фарм-клуб АХЛ «Бингемтон Рейнджерс», забив свой первый гол в НХЛ 23 марта 1991 года в ворота «Филадельфия Флайерз». Проведя полный следующий сезон (1991/92) за «Нью-Йорк», Доми в начале следующего был обменян в «Виннипег Джетс».

### «Торонто Мейпл Лифс»
В 1995 году Доми был обменян обратно в «Торонто Мейпл Лифс». В том же году он нокаутировал защитника «Нью-Йорк Рейнджерс» Ульфа Самуэльссона ударом в лицо исподтишка. Доми был дисквалифицирован на 8 игр и оштрафован на крупный штраф за этот инцидент, который некоторые называют одним из самых подлых ударов в истории НХЛ. Доми настаивал на том, что Самуэльссон спровоцировал удар, неоднократно называя его «болваном». В сезоне 1997/98 Доми, набрал 365 минут штрафа, установив «рекорд» «Торонто», который раньше принадлежал Тайгеру Уильямсу в сезоне 1977/78.
В сезоне 2000/01 Доми попал в инцидент с фанатом во время выездного матча против «Филадельфия Флайерз» 29 марта 2001 года. Сидя на скамейке штрафников, Доми обрызгал хеклера из бутылки с водой, что побудило другого фаната «Филадельфии», Кристофера Фальконе, начать кричать на него и залезть на разделительное стекло. Стекло не выдержало и Фальконе упал на скамейку штрафников, где Доми схватил фана и несколько раз ударил его кулаком. После игры в интервью Доми сказал: «Думаю, приятно видеть, что болельщики участвуют в игре». Доми был оштрафован на 1 000 долларов (максимально допустимая сумма, предусмотренная на тот момент коллективным договором NHLPA), но не был отстранён от игр.
3 мая 2001 года, на последних секундах четвёртой игры полуфинала Восточной конференции, Доми ударил локтем в голову защитника «Нью-Джерси Девилз» Скотта Нидермайера, в результате чего тот потерял сознание. На следующий день Доми был дисквалифицирован лигой на оставшуюся часть плей-офф с условием, что, если «Торонто» не пройдёт в следующий раунд, он должен будет пропустить первые 8 игр следующего плей-офф. «Торонто» выбыл из серии с «Нью-Джерси» в седьмой игре, а дисквалификация Доми впоследствии была перенесена на следующий сезон.
30 июня 2002 года, в преддверии того, как Доми должен был стать неограниченным свободным агентом, права на него были проданы «Нэшвилл Предаторз» в обмен на выбор драфта 2003 года в 8-м раунде (Шон Ландольт). «Нэшвилл» не смог подписать его и 13 июля 2002 года Доми повторно подписал контракт с «Торонто» в качестве свободного агента. Сезон 2002/03 стал лучшим для Доми в НХЛ в плане результативности — 15 голов и 29 очков.
В сезоне 2005/06, который оказался для него последним, Доми забил свой 100-й гол в НХЛ. Кроме того, 3 марта 2006 года он сыграл свою тысячную игру в НХЛ в матче против «Баффало Сейбрз». Семь дней спустя, 10 марта 2006 года, Доми был заявлен на игру против «Нью-Йорк Айлендерс» в статусе «healthy scratch» (здоровый игрок, который не заявлен в основной состав), это был первый раз после плей-офф 1999 года, когда тон попал под этот статус. Доми публично заявил, что он недоволен данной ситуацией и этот факт был подчёркнут тем, что он оставался в своём гостиничном номере и не появился на игре вплоть до окончания второго периода, что многими расценивается, как факт способствовавший решению команды выкупить его контракт.
30 июня 2006 года «Торонто» решили выкупить последний год контракта Доми. Он стал свободным агентом 1 июля 2006 года. Доми объявил о завершении карьеры 19 сентября, не имея контракта несколько месяцев.
Доми является бессменным лидером НХЛ по количеству проведённых боёв — 333.

## Вне льда

### Работа на телевидении и в кино
Во время своей карьеры в НХЛ Доми снялся в трёх фильмах. В 1999 году сыграл роль в независимом фильме «Люди дела» (Men of Means), а также эпизодическую роль в хоккейной драме «Тайна Аляски» (Mystery, Alaska). В 2007 году Доми сыграл самого себя во втором сезоне канадского ситкома «Аренда вратаря» (Rent-a-Goalie) в эпизоде «Изумление Доми» (Domi Daze).
После завершения карьеры Доми был ведущим канадского телеканала The Sports Network (TSN), где проработал менее месяца.
В октябре 2009 года Доми начал выступать в реалити-шоу «Battle of the Blades» канала CBC о фигурном катании, где катался в паре с Кристин Хаф.
Доми в настоящее время является представителем телекоммуникационной компании Comwave.

### Футбол и канадский футбол
Доми также занимался футболом и канадским футболом на профессиональном и полупрофессиональном уровнях. Когда он учился в старшей школе, им интересовался Мичиганский университет для занятий обоими видами спорта. Летом 1995 года он отыграл полный сезон за Косово в Канадской международной футбольной лиге (CISL) и участвовал в двух предсезонных показательных играх в качестве кикера команды «Торонто Аргонавтс» Канадской футбольной лиги (CFL).

### Инциденты
Во время турнира памяти Ивана Глинки 2012 года, международного турнира среди игроков до 18 лет, в котором принимал участие его сын Макс, Тай якобы украл видеокамеру, принадлежавшую шведскому тренеру, который записывал открытую тренировку канадской сборной. Доми забрал камеру, а затем вернул её без аккумулятора.

## Семья
У Доми трое детей от брака с бывшей женой Линн: дочери Карлин и Эйвери-Роуз, а также сын Макс, который в настоящее время является игроком НХЛ. 13-летний брак Доми закончился разводом в 2006 году. В 2017 году он женился на Хизер МакДоно, пара живёт в Нью-Йорке.

## Статистика
| Легенда | Легенда                    | Легенда | Легенда                   | Легенда | Легенда    |
| ------- | -------------------------- | ------- | ------------------------- | ------- | ---------- |
| И       | Количество проведённых игр | Штр     | Штрафное время            | +/−     | Плюс-минус |
| Г       | Голы                       | П       | Голевые передачи          | О       | Очки       |
| -       | Статистика неизвестна      | —       | Статистика не учитывалась |         |            |

|             |                       |             |        | Регулярный сезон | Регулярный сезон | Регулярный сезон | Регулярный сезон | Регулярный сезон |        | Плей-офф | Плей-офф | Плей-офф | Плей-офф | Плей-офф |
| Сезон       | Команда               | Лига        | И      | Г                | П                | О                | Штр              | И                | Г      | П        | О        | Штр      |          |          |
| ----------- | --------------------- | ----------- | ------ | ---------------- | ---------------- | ---------------- | ---------------- | ---------------- | ------ | -------- | -------- | -------- | -------- | -------- |
| 1984/85     | Бель-Ривер Канадиенс  | GLJHL       | 28     | 7                | 5                | 12               | 98               | —                | —      | —        | —        | —        |          |          |
| 1985/86     | Уинсор Роялз          | WOHL        | 42     | 8                | 17               | 25               | 346              | —                | —      | —        | —        |          |          |          |
| 1986/87     | Питерборо Роадраннерс | MetJHL      | 2      | 0                | 0                | 0                | 10               | —                | —      | —        | —        | —        |          |          |
| 1986/87     | Питерборо Питс        | ОХЛ         | 18     | 1                | 1                | 2                | 79               | 10               | 0      | 0        | 0        | 20       |          |          |
| 1987/88     | Питерборо Питс        | ОХЛ         | 60     | 22               | 21               | 43               | 292              | 12               | 3      | 9        | 12       | 24       |          |          |
| 1988/89     | Питерборо Питс        | ОХЛ         | 43     | 14               | 16               | 30               | 175              | 17               | 10     | 9        | 19       | 70       |          |          |
| 1989        | Питерборо Питс        | МК          | —      | —                | —                | —                | 5                | 2                | 0      | 2        | 26       |          |          |          |
| 1989/90     | Ньюмаркет Сейнтс      | АХЛ         | 57     | 14               | 11               | 25               | 285              | —                | —      | —        | —        | —        |          |          |
| 1989/90     | Торонто Мейпл Лифс    | НХЛ         | 2      | 0                | 0                | 0                | 42               | —                | —      | —        |          |          |          |          |
| 1990/91     | Бингемтон Рейнджерс   | АХЛ         | 25     | 11               | 6                | 17               | 219              | 7                | 3      | 2        | 5        | 16       |          |          |
| 1990/91     | Нью-Йорк Рейнджерс    | НХЛ         | 28     | 1                | 0                | 1                | 185              | —                | —      | —        | —        | —        |          |          |
| 1991/92     | Нью-Йорк Рейнджерс    | НХЛ         | 42     | 2                | 4                | 6                | 246              | 6                | 1      | 1        | 2        | 32       |          |          |
| 1992/93     | Нью-Йорк Рейнджерс    | НХЛ         | 12     | 2                | 0                | 2                | 95               | —                | —      | —        | —        | —        |          |          |
| 1992/93     | Виннипег Джетс        | НХЛ         | 49     | 3                | 10               | 13               | 249              | 6                | 1      | 0        | 1        | 23       |          |          |
| 1993/94     | Виннипег Джетс        | НХЛ         | 81     | 8                | 11               | 19               | 347              | —                | —      | —        | —        | —        |          |          |
| 1994/95     | Виннипег Джетс        | НХЛ         | 31     | 4                | 4                | 8                | 128              | —                | —      | —        | —        | —        |          |          |
| 1994/95     | Торонто Мейпл Лифс    | НХЛ         | 9      | 0                | 1                | 1                | 31               | 7                | 1      | 0        | 1        | 0        |          |          |
| 1995/96     | Торонто Мейпл Лифс    | НХЛ         | 72     | 7                | 6                | 13               | 297              | 6                | 0      | 2        | 2        | 4        |          |          |
| 1996/97     | Торонто Мейпл Лифс    | НХЛ         | 80     | 11               | 17               | 28               | 275              | —                | —      | —        | —        | —        |          |          |
| 1997/98     | Торонто Мейпл Лифс    | НХЛ         | 80     | 4                | 10               | 14               | 365              | —                | —      | —        | —        | —        |          |          |
| 1998/99     | Торонто Мейпл Лифс    | НХЛ         | 72     | 8                | 14               | 22               | 198              | 14               | 0      | 2        | 2        | 24       |          |          |
| 1999/00     | Торонто Мейпл Лифс    | НХЛ         | 70     | 5                | 9                | 14               | 198              | 12               | 0      | 1        | 1        | 20       |          |          |
| 2000/01     | Торонто Мейпл Лифс    | НХЛ         | 82     | 13               | 7                | 20               | 214              | 8                | 0      | 1        | 1        | 20       |          |          |
| 2001/02     | Торонто Мейпл Лифс    | НХЛ         | 74     | 9                | 10               | 19               | 157              | 19               | 1      | 3        | 4        | 61       |          |          |
| 2002/03     | Торонто Мейпл Лифс    | НХЛ         | 79     | 15               | 14               | 29               | 171              | 7                | 1      | 0        | 1        | 13       |          |          |
| 2003/04     | Торонто Мейпл Лифс    | НХЛ         | 80     | 7                | 13               | 20               | 208              | 13               | 2      | 2        | 4        | 41       |          |          |
| 2004/05     | Торонто Мейпл Лифс    | НХЛ         | Локаут | Локаут           | Локаут           | Локаут           | Локаут           | Локаут           | Локаут | Локаут   | Локаут   | Локаут   | Локаут   |          |
| 2005/06     | Торонто Мейпл Лифс    | НХЛ         | 77     | 5                | 11               | 16               | 109              | —                | —      | —        | —        | —        |          |          |
| Всего в НХЛ | Всего в НХЛ           | Всего в НХЛ | 1 020  | 104              | 141              | 245              | 3 515            | 98               | 7      | 12       | 19       | 238      |          |          |